# Detonace

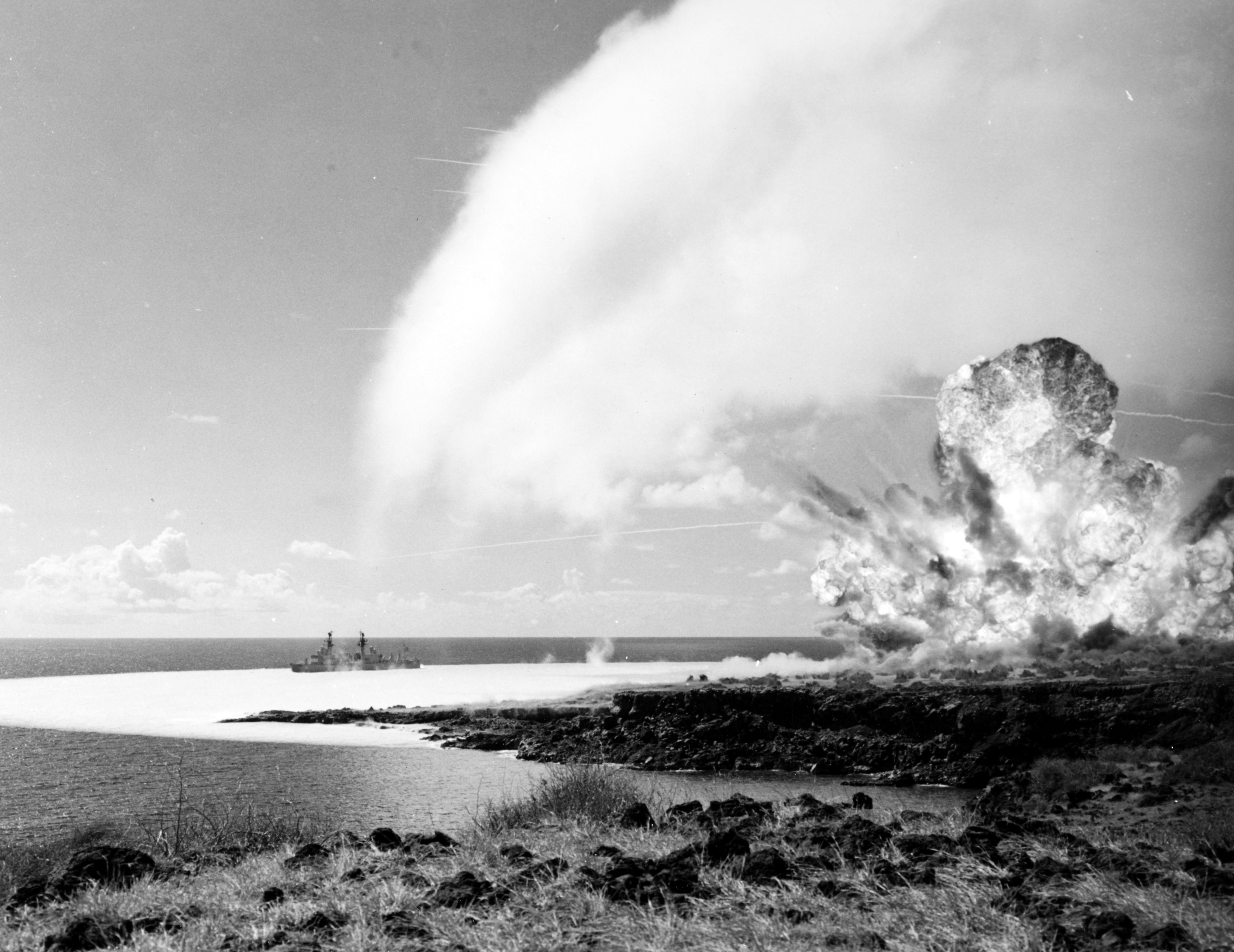
Operace "Sailor Hat", 1965. Detonace 500 tun TNT

Detonace je proces spalování, při kterém se objemem materiálu, například směsi kyslík-methan nebo výbušniny, šíří nadzvukovou rychlostí rázová vlna. Rázová vlna (též známá jako detonační vlna) vzniklá v místě vznícení stlačuje okolní materiál a zvyšuje tak jeho teplotu nad bod vznícení. Dříve zapálený materiál hoří za rázovou vlnou, uvolňuje tepelnou energii a plyn pod vysokým tlakem, čímž napomáhá šíření vlny a udržuje soběstačnou reakci.
Spalování při detonaci je odlišné od deflagrace, druhé ze dvou hlavních tříd spalování; při deflagraci se reakce šíří podzvukovou rychlostí prostřednictvím tepelné vodivosti. Protože při detonacích vznikají vysoké tlaky, jsou detonace obvykle mnohem ničivější než deflagrace. Detonace může nastat u výbušnin, reaktivních směsí plynů, některých prachů a aerosolů.